# Dragon Ball Z: Super Butōden
Dragon Ball Z: Super Butōden (ドラゴンボールZ 超武闘伝 Doragon Bōru Zetto: Chō Butōden?, lit. "Dragon Ball Z: Super Historia de Lucha") es un videojuego basado en la serie anime y el manga Dragon Ball Z de Akira Toriyama y desarrollada por la compañía de videojuegos Bandai para la consola Super Nintendo. En territorio europeo (Francia y España) se conoce como Dragon Ball Z, a secas. 
Un revolucionario cambio en el mundo de los videojuegos fue la aparición de la split-screen o pantalla partida. Esto permitía que los escenarios fueran grandes y permitieran una batalla más estrategíca. Para medir la distancia, la energía de los personajes podía detectarse en un radar (excepto la de los androides que pueden ocultar su energía, y la barra de la split-screen cambiaba de color según la distancia. En este sistema, alejarse era primordial para ejeucutar los ataques especiales del juego, para los cuales la acción se centraba primero en el atacante y después en el atacado, pudiendo este último cubrirse, repelerlos, devolverlos (entrando en una batalla de energía) o incluso absorberlos en el caso de algunos androides.

## Personajes
| Personajes   | Transformaciones | Transformaciones |
| Heroes       | Heroes           | Heroes           |
| ------------ | ---------------- | ---------------- |
| Son Gokū     | Base             | Super Saiyajin   |
| Vegeta       | Base             | Super Saiyajin   |
| Son Gohan    | Super Saiyajin   |                  |
| Trunks       | Super Saiyajin   |                  |
| Piccolo      | Base             |                  |
| Villanos     |                  |                  |
| Freezer      | Forma Definitiva |                  |
| Cell         | Forma Normal     | Forma Definitiva |
| Androide #16 | Base             |                  |
| Androide #18 | Base             |                  |
| Androide #20 | Base             |                  |

## Modos de juego

### Modo Historia
En el modo historia se puede jugar en el final de la saga Dragon Ball (la final entre Goku y Piccolo), la llegada de Vegeta a la Tierra, la saga de Namek (parcialmente), la Saga de los androides, y la Saga del torneo de Cell. Los combates siguen un orden cronológico y se puede jugar tanto con Goku, Piccolo, Vegeta, Gohan, Trunks y A-16 según el desarrollo de la historia. Hay varias opciones de continuar la partida (continues), por lo que si perdemos a todos los luchadores una vez podemos retomar la partida.

### Modo Clásico
Aquí se puede jugar en 3 tipos de pelea:
- Player versus Player.
- Player versus CPU.
- CPU versus CPU.

### Modo Torneo
Modo donde compiten 8 jugadores (Player o CPU) recreando el torneo de artes marciales visto en la serie.

## Curiosidades
- Si una persona se termina el juego en máxima dificultad, sin perder ninguna pelea y con el mismo orden de batallas de la serie (Goku vs Piccolo, Son Gohan vs Cell, Vegeta vs A-18, etc) se desbloquea el verdadero final del juego, en el que Cell, después de reventar, reaparece muchísimo más poderoso y también aparecía el inconfundible Mr. Satán, que en primer lugar se llevaba una paliza directa, y si lo volvíamos a seleccionar, hacía ver que tenía dolor de estómago. Este personaje no era jugable y tan sólo aparecía como una secuencia a modo de "huevo de Pascua".

- Fue uno de los primeros cartuchos de 16 megas para Super Nintento.
- Había un peculiar truco consistente en pulsar todos los botones del mando a la vez y girar la regleta al encender el juego, lo que permitía que ambos oponentes manejaran al mismo personaje (siendo el diseño del segundo jugador algo más oscuro) y elegir a los personajes SSJ y Cell en su forma perfecta.